# Poliklinik Šiauliai
Die Poliklinik Šiauliai (lit. Šiaulių centro poliklinika) ist die größte ambulante Einrichtung (Poliklinik) im Bezirk Šiauliai und in der litauischen Stadtgemeinde Šiauliai. Nach Rechtsform ist sie eine öffentliche Anstalt (Viešoji įstaiga).  Sie beschäftigt 330 Mitarbeiter (Stand 2025). Die Poliklinik wurde  am 30. September	1997 in der heutigen Rechtsform vom Rat der Stadtgemeinde Panevėžys gegründet. Der Träger ist die Stadtgemeinde Šiauliai.

## Patientenstatistik
Im Zentrum für Allgemeinmedizin der Poliklinik gibt fast 41.750 angemeldete Patienten (davon 6.800 Kinder); im Zahnmedizinischen Zentrum gibt es 47.088 und im Zentrum für psychische Gesundheit 64.270 angemeldete Patienten. Jährlich  werden 214.000 ärztliche Konsultationen geleistet (Stand 2023).

## Geschichte

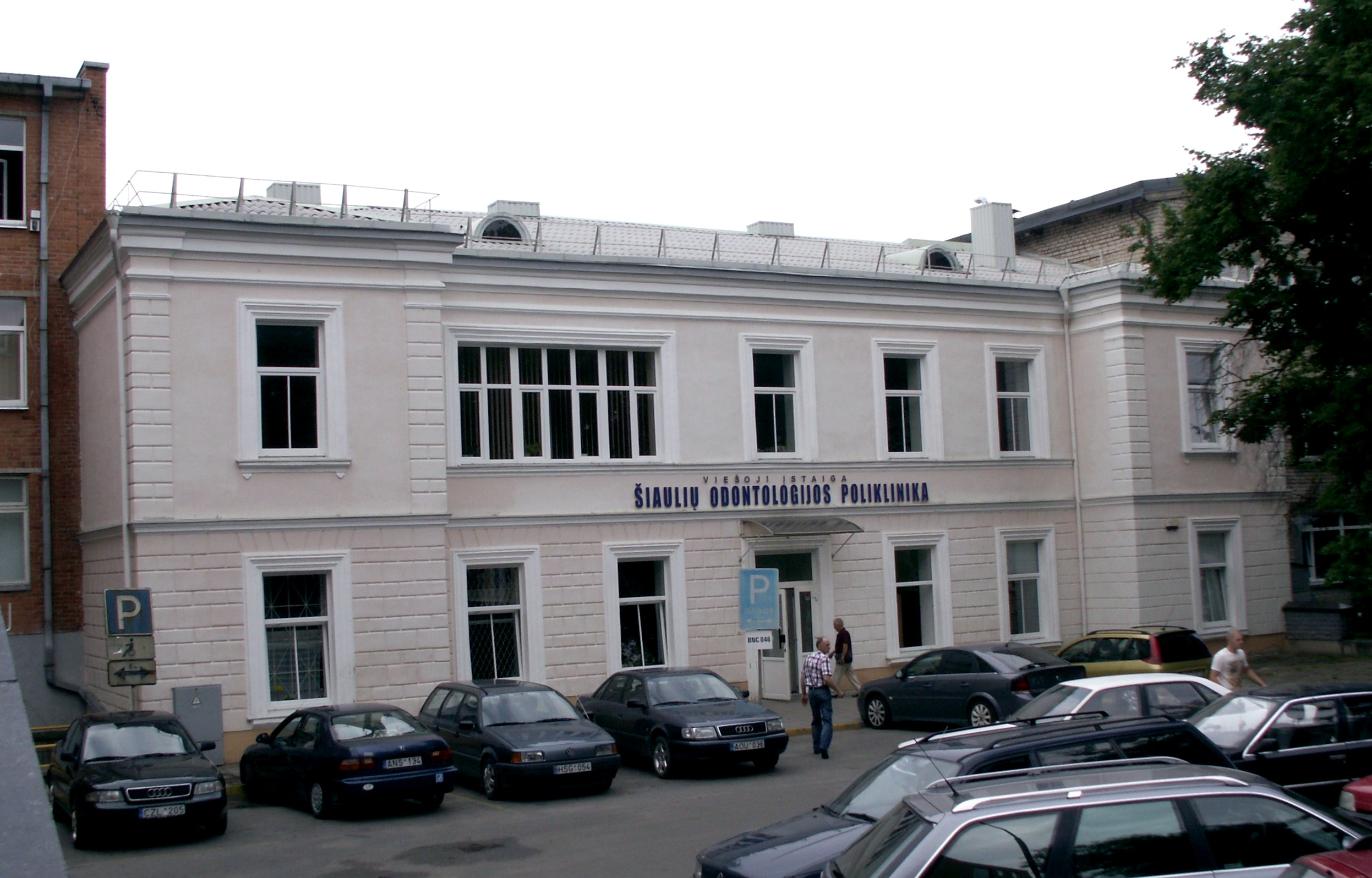
Zahnmedizinische Poliklinik

Bereits zu Beginn des 19. Jahrhunderts gab es in Šiauliai private (ambulante) Ärzte. Zu Beginn des 20. Jahrhunderts verfügte Šiauliai über die beste augenärztliche Versorgung in der Gouvernement Kowno des Russischen Kaiserreiches.
In Sowjetlitauen wurde die Poliklinik von Šiauliai gegründet.
1974 wurde ein vierstöckiger Erweiterungsbau neben dem Krankenhaus Šiauliai errichtet,  nur Zahnärzte arbeiteten im alten Gebäude. 
Bis zur Reorganisation am 30. August 2013 gab es auch die Poliklinik für Zahnmedizin Šiauliai (lit. Šiaulių odontologijos poliklinika) als eigenständige Einrichtung (öffentliche Anstalt, Viešoji įstaiga) unter der Adresse Vytauto g. 101. Am 28. März 2013 beschloss der Rat der Stadtgemeinde, die zahnmedizinische Einrichtung zu integrieren.  Ende 2013 wurde das historische Gebäude  an die Poliklinik angegliedert und beherbergt nun das Zahnmedizinische Zentrum der Poliklinik Šiauliai.

## Struktur
- Abteilung für Allgemeinmedizin
- Abteilung für Zahnmedizin
- Abteilung für Diagnostik und Konsultationen
- Allgemeines Amt für Medizin
- Zentrum für psychische Gesundheit
- Zentrum für psychische Gesundheit
- Tagesklinik für psychische Gesundheit
- Dienst für Präventivmedizin
- Frührehabilitationsdienst für kindliche Entwicklungsstörungen
- Labor
- Personalabteilung